# Debora Vicenzotti
Debora Vicenzotti (Pordenone, 25 settembre 1989) è un'ex cestista italiana.
Ala di 182 cm, ha giocato nelle Nazionali italiane giovanili oltre ad aver collezionato un raduno con la nazionale maggiore.

## Carriera
Comincia a giocare fin da bambina in quel di Porcia, una piccola frazione in provincia di Pordenone. A 15 anni l'inizio della carriera avviene grazie al trasferimento a Udine. Qui Debora comincia a muovere i primi passi verso il mondo professionistico mettendosi in luce nei tornei giovanili, partecipando con le sue compagne a cinque finali nazionali. Nel 2007 è inserita nel quintetto ideale della manifestazione. Le soddisfazioni più belle sono però nel 2008: partita senza i favori del pronostico, Udine, davanti ai propri tifosi, riesce a raggiungere un clamoroso terzo posto finale battendo la più quotata Comense per 58-34. Debora è la Top Scorer della gara con 15 punti personali, riconfermandosi ancora una volta nelle cinque migliori del torneo.
Nel frattempo fa parte anche della prima squadra, che partecipa al campionato di A2. La prima stagione è quella del 2006-07 con la squadra marchiata Nemaz. A 17 anni c'è il debutto in campionato nel secondo turno contro San Bonifacio, dove arriva la vittoria per 49-41. La stagione si concluderà con l'eliminazione in gara tre di semifinale contro Reggio Emilia. Nell'anno successivo, oltre alla già citato terzo posto con la squadra Under19, arriva un altro campionato di vertice chiuso a pari punti con Crema al quarto posto. Lo scontro diretto manda però le lombarde a giocare i playoff.
L'anno seguente arriva la chiamata della Pallacanestro Broni 93. Al termine della stagione subisce la rottura del crociato anteriore destro.
Il 30 gennaio 2010 c'è però il ritorno in campo nella vittoriosa trasferta di Cervia. Nella stagione 2010-11 disputa un campionato chiuso al secondo posto con 10 punti di media. Con il ritiro a fine anno di Giacomelli, arriva la nomina di capitana. Perde in gara tre dei quarti di finale a Bologna.
Nel 2013 Debora rinuncia alle diverse chiamate di club di A1 e A2, restando così capitana del nuovo gruppo.
Dopo il periodo estivo di riflessioni, Debora scende di categoria firmando con la Libertas Sporting Basket School, militante nel campionato di A3.
Nell'estate 2017 rinnova con la Libertas Basket School.
A luglio 2018 la conferma di una nuova stagione sempre in maglia arancio.
Il 12 maggio 2020 annuncia il proprio ritiro.

## Statistiche

### Presenze e punti nei club
Statistiche aggiornate al 19 Settembre 2018[1]
| Stagione        | Squadra             | Campion.        | Partite | Partite | Statistiche tiro | Statistiche tiro | Statistiche tiro | Altre statistiche | Altre statistiche | Altre statistiche | Altre statistiche | Altre statistiche |
| Stagione        | Squadra             | Campion.        | Pres.   | Minuti  | Tiri da due      | Tiri da tre      | Liberi           | Rimb.             | Assist            | Rubate            | Stopp.            | Punti             |
| --------------- | ------------------- | --------------- | ------- | ------- | ---------------- | ---------------- | ---------------- | ----------------- | ----------------- | ----------------- | ----------------- | ----------------- |
| 2006-07         | Sporting Club Udine | Serie A2        | 31      | 450     | 29/68            | 25/81            | 18/34            | 80                | 13                | 35                | 4                 | 151               |
| 2007-08         | Sporting Club Udine | Serie A2        | 29      | 532     | 44/105           | 17/86            | 25/42            | 70                | 5                 | 28                | 0                 | 164               |
| 2008-09         | Omc Broni           | Serie A2        | 28      | 768     | 51/129           | 15/78            | 46/76            | 96                | 14                | 56                | 7                 | 197               |
| 2009-10         | Sporting Club Udine | Serie A2        | 13      | 135     | 10/27            | 3/9              | 17/21            | 22                | 4                 | 7                 | 0                 | 46                |
| 2010-11         | Sporting Club Udine | Serie A2        | 28      | 676     | 76/179           | 22/64            | 75/128           | 108               | 13                | 44                | 0                 | 293               |
| 2011-12         | Sporting Club Udine | Serie A2        | 29      | 829     | 106/226          | 9/64             | 64/97            | 109               | 20                | 69                | 2                 | 303               |
| 2012-13         | Sporting Club Udine | Serie A2        | 30      | 955     | 83/198           | 20/71            | 67/102           | 109               | 23                | 34                | 11                | 293               |
| 2013-14         | Sporting Club Udine | Serie A2        | 20      | 632     | 61/176           | 14/70            | 57/78            | 96                | 17                | 21                | 6                 | 221               |
| 2014-15         | Basket School Udine | Serie A3        | 26      | 840     | 87/224           | 30/98            | 91/136           | 173               | 20                | 48                | 6                 | 355               |
| 2015-16         | Basket School Udine | B regionale     | 34      | n.d     | n.d              | n.d              | n.d              | n.d               | n.d               | n.d               | n.d               | 453               |
| 2016-2017       | Basket School Udine | Serie A2        | 24      | 788     | 73/194           | 36/134           | 62/86            | 83                | 39                | 38                | 1                 | 316               |
| 2017-18         | Basket School Udine | Serie A2        | 30      | 796     | 89/241           | 34/137           | 66/89            | 125               | 73                | 46                | 6                 | 346               |
| Totale carriera | Totale carriera     | Totale carriera | 322     | 7401    | 709/1767         | 225/792          | 588/889          | 1071              | 238               | 426               | 43                | 3138              |

### Cronologia presenze e punti in Nazionale
| Cronologia completa delle presenze e dei punti in Nazionale - Italia | Cronologia completa delle presenze e dei punti in Nazionale - Italia | Cronologia completa delle presenze e dei punti in Nazionale - Italia | Cronologia completa delle presenze e dei punti in Nazionale - Italia | Cronologia completa delle presenze e dei punti in Nazionale - Italia | Cronologia completa delle presenze e dei punti in Nazionale - Italia | Cronologia completa delle presenze e dei punti in Nazionale - Italia | Cronologia completa delle presenze e dei punti in Nazionale - Italia |
| Data                                                                 | Città                                                                | In casa                                                              | Risultato                                                            | Ospiti                                                               | Competizione                                                         | Punti                                                                | Note                                                                 |
| -------------------------------------------------------------------- | -------------------------------------------------------------------- | -------------------------------------------------------------------- | -------------------------------------------------------------------- | -------------------------------------------------------------------- | -------------------------------------------------------------------- | -------------------------------------------------------------------- | -------------------------------------------------------------------- |
| 4-3-2013                                                             | Ariano Irpino                                                        | LPA Ariano Irpino                                                    | 49 - 71                                                              | Italia                                                               | Amichevole                                                           | 2                                                                    | [ 2 ]                                                                |
| Totale                                                               |                                                                      | Presenze                                                             | 1                                                                    |                                                                      | Punti                                                                | 2                                                                    |                                                                      |

## Record personali
Il 12 aprile 2017 ha siglato il proprio high score nella partita contro Stabia, con 25 punti a referto.